# Párbeszéd (film, 1963)
A Párbeszéd Herskó János 1963-ban bemutatott fekete-fehér filmdrámája.
A film egy fiatal házaspár el-eltávolodó majd újra és újra keresztező életútján keresztül mutatja be Magyarország történetét a második világháború utolsó hónapjaitól a film forgatásának ideje, az 1960-as évek elejéig. Benne a személyi kultusz és koncepciós perek időszakát, 1956-ot, majd a megtorlás, a konszolidáció és enyhülést korát.
A korabeli kritika szerint épp ezzel az író-rendező túl sokat próbált fogni egyszerre. Ám Herskó ügyesen oldotta meg, hogy ezek az események és folyamatok a házaspár történetének hátteréül jelenjenek meg akkor is, ha magánéletükre is nagy hatással vannak ezek a történelmi fordulatok.
Érték kritikák Semjén Anita amatőr színésznő főszerepe miatt is, aki egyébként kiváló alakítást nyújtott.
Sokan a filmet Herskó főművének tartják azok közül is, akik szerint egyébként nem ez volt a legkiemelkedőbb alkotása.
A filmben elhangzó „Ha volna valaki” című dal Gara György zeneszerző és Csoór Gáspár szövegíró szerzeménye
A rendező munkatárasa az akkoriban pályakezdő, 25 éves Szabó István volt.

## Szereplők
- Horváth László „Laci” – Sinkovits Imre
- Barna (Braun) Judit „Jutka”, Horváth felesége – Semjén Anita (hangja: Békés Rita)
- Kocsis Sándor – Sztankay István
- Éva – Törőcsik Mari
- Braun Dénes „Dönci bácsi”, Judit nagybátyja – Csákányi László
- Safrankó Mihály – Pécsi Sándor
- Králik Géza, Horváth unokatestvére – Molnár Tibor
- Olga, Géza felesége – Berek Kati
- Sáfár – Avar István
- Szalkay István – Gábor Miklós
- Szalkayné – Bara Margit
- Béres Judit „Jutka” – Béres Ilona
- Színész – Bitskey Tibor
- Béla úr – Bicskey Károly
- Kocsis háziasszonya – Bulla Elma
- Színésznő – Gobbi Hilda
- Lukács Tibor – Kaló Flórián
- Munkásasszony – Kiss Manyi
- Színész – Pásztor János
- Bori – Majczen Mária
- Munkás – Dávid Kiss Ferenc
- Pincér a vonaton – Gyenge Árpád
- Gyári vezető – Győrffy György
- A munkástanács küldötte – György László
- Viccmesélő a vonaton – Herskó János
- Sevcsik – Makláry Zoltán
- Havas – Máriáss József
- Gizike, titkárnő – Nagy Anna
- Szívós néni – Pártos Erzsi
- Kovalik – Rajz János
- Ezredes – Szabó Ernő
- Jani – Szabó Gyula
- Főmérnök – Szakáts Miklós
- Százados – Szirtes Ádám
- Horváth apja – Solti Bertalan
- Safrankó fia – ?

További szereplők: Árva János, Dárday Andor, Körmendi János, Miklósy György, Nagy István, Nagy István, Zsudi József.

## A történet
A barakkokból előtámolygó lesoványodott, rongyos asszonyok és lányok látszólag egykedvűen nézik végig, ahogy a szovjet tankot szétszaggatják a koncentrációs tábor kerítését, majd robognak tovább. Az egyik fiatal lányra, Barna Jutkára azonban mélyebb hatással van a felszabadulásnak ez a szimbolikus élménye, és kicsit felerősödve első útja a kommunista párt budapesti székházába vezet. Lelkesen veti bele magát a mozgalmi életbe, közben leérettségizik, majd építésznek tanul.
Férjhez megy az egykor illegális pártmunkát végzett Horváth Lászlóhoz, akivel még a pártközpontban ismerkedtek össze, és aki időközben katonatiszt lett.
Alig vesznek tudomást a készülő Rajk-perről, de 1950 májusában Horváthot is letartóztatják és elítélik.
Környezete tanácsára, nyomására Judit elválik, és Sztálinvárosba megy egy női építőmunkás kollektívát irányítani. Itt találkozik Kocsis Sándorral, az elkötelezett költővel, íróval, aki iskolatársa volt, és azóta szereti őt.
1954-ben Lacit váratlanul kiengedik a börtönből, rehabilitálják.
Judit visszamegy hozzá, de lassan elhidegülnek egymástól.
Kocsissal bekapcsolódnak a műegyetemisták, az időközben Ózdra költözött, és levelezőn az egyetemre járó Horváth pedig a miskolci egyetemisták mozgalmába.
November 4-én Judit a szovjet tankokat Budapest utcáin látja viszont. Nem sokkal később Horváthtal is találkozik, aki volt katonatisztként karhatalmista (ún. „pufajkás”) lett rövid időre.
Judit magányosságában nős műegyetemi tanára szeretője lesz, de a lealacsonyító kapcsolatból nem képes szabadulni. Talán ezért pályázott meg egy NDK-s ösztöndíjat, és egyik hazalátogatásakor találkozik ismét Lacival.
Nyitott marad a kérdés, hogy a csaknem tizenöt évnyi élettapasztalat-többlet elég-e ahhoz, hogy az eltérő, sőt több ponton csaknem ellentétes személyisége ellenére még mindig egymást szerető pár végre véglegesen megállapodjon egymás mellett.

## Érdekességek
- A filmen az 1956-os jelenetek között szerepel egy Bem téri felvétel. Sinkovits Imre viszont a valóságban a Petőfi szobornál szavalta el a Nemzeti dalt 1956. október 23-án. Azonban a Nemzeti dal sorait a bevágott archív felvételen egy, a talapzatra felkapaszkodott ismeretlen idézi fel.
- Néhány másodperces jelenetben feltűnik maga Herskó is.
- Az ÁVH, az Elbocsájtott légió tagjai közül néhányan magas civil beosztásokba kerültek, a többség azonban többnyire visszatért eredeti foglalkozásához. Így az a jelenet, amely szerint Horváth találkozik egykori kihallgatójával, akit villanyszerelőként küldenek ki a lakására, egyáltalán nem egy abszurd epizód az 1960-as évek elején sem. Megjelenik a Nyár a hegyenben és A tanúban (1969) is. De még abszurdabb találkozásról is van hiteles történet (Vajda Tibor).
- Bicskey Károly később A tanúban és a Megint tanúban (1995) is hasonló, bebörtönzött volt horthysta politikai rendőrségi nyomozót alakított, akit egykor általa kihallgatott kommunistákra vonatkozó tanúskodásra használnak fel elvtársaik.
- Ha lenne valaki című dal a filmből.[3]